# 阿索乡
阿索乡，是中华人民共和国西藏自治区那曲市尼玛县下辖的一个乡镇级行政单位。

## 行政区划
阿索乡下辖以下地区：
亚荣村、空隆村、扎欧茶翁村和曲参村。